# Montserrat Zamorano
Montserrat Zamorano Toro (Granada,  1970) es una ingeniera, investigadora y catedrática universitaria española.

## Biografía
Monserrat Zamorano realizó sus estudios de Ingeniería de Caminos en la Escuela Técnica Superior de Ingeniería de Caminos, Canales y Puertos de la Universidad de Granada (1988-1993). Volcada hacia la docencia, fue la primera mujer ingeniera de caminos en alcanzar una cátedra en dicha Escuela y en España (2011), en este caso dentro del Área de Tecnologías del Medio Ambiente, adscrita al Departamento de Ingeniería Civil, y la primera, también en España, en ocupar la dirección de una Escuela de Caminos. A fecha de febrero de 2020 ha ostentado durante dos mandatos el cargo.
Montserrat Zamorano ha participado y dirigido numerosos proyectos de I+D+i relacionados con las tecnologías del medio ambiente. En los últimos años su investigación y docencia se han centrado en aspectos como la gestión de residuos y el diagnóstico ambiental de vertederos, la valorización energética de residuos, el reciclado de los residuos procedentes de la construcción y demolición y otras cuestiones relacionadas con la prevención del cambio climático. A lo largo de su trayectoria académica destaca como coautora de libros, capítulos de libros y numerosos artículos científicos. Además, ha revisado trabajos de investigación en revistas de ámbito internacional y ha sido evaluadora de proyectos de investigación de diferentes agencias nacionales e internacionales.
En el ámbito universitario ha ocupado distintos cargos además de la dirección de la Escuela Técnica Superior de Ingeniería de Granada, como la dirección del Departamento de Ingeniería Civil y de la Cátedra Hidralia para la Gestión Digital, Innovadora, Social y Sostenible del Agua. En ámbitos no universitarios ha sido miembro de la Junta de Gobierno del Colegio de Ingenieros de Caminos, Canales y Puertos, donde presidió la Comisión de Docencia e Investigación y participó en la de Internacionalización.
En febrero de 2020, le fue concedida la Medalla de Andalucía al Mérito Medioambiental.
Nombrada miembro de honor en 2021 por el Colegio Profesional de Licenciados y Graduados en Ciencias Ambientales de Andalucía (COAMBA).